# هیدراتاسیون
واکنش هیدراتاسیون فرانسوی،یا هایدریشن انگلیسی(hydration) در شیمی آلی، واکنشی است که در آن یک هیدروکسیل گروه (OH-) و یک یون مثبت (پروتون اسیدی) به دو اتم کربن افزوده می‌شود.
RRC=CH2 in H2O/acid → RRC(-OH)-CH3

## در پزشکی
در پزشکی هیدراتاسیون یعنی رساندن مایع (آب) به بدن فردی که دچار اتلاف زیاد مایعات شده است ؛ مثلاً به بیماری که دچار اسهال شدید است سرم وریدی تزریق نماییم یا پودر خوراکی او آر اس ORS تجویز نماییم.